# Sorigny
Sorigny ist eine französische Gemeinde mit 2.877 Einwohnern (Stand: 1. Januar 2022) im Département Indre-et-Loire in der Region Centre-Val de Loire; sie gehört zum Arrondissement Tours und zum Kanton Monts. Die Einwohner werden Sorignois genannt.

## Geographie
Die Gemeinde Sorigny liegt am Bourdin, 16 Kilometer südlich von Tours. Umgeben wird Sorigny von den Nachbargemeinden Montbazon im Norden, Veigné im Nordosten, Saint-Branchs im Osten, Sainte-Catherine-de-Fierbois im Süden, Villeperdue im Südwesten, Thilouze im Südwesten und Westen sowie Monts im Westen und Nordwesten. Durch die Gemeinde führen die Autoroute A10, die frühere Route nationale 10 (heutige D 910) und die Eisenbahn-Hochgeschwindigkeitsstrecke LGV Atlantique. In der Gemeinde liegt der Flugplatz Tours-Sorigny.

## Bevölkerungsentwicklung
| Jahr                       | 1962 | 1968 | 1975 | 1982 | 1990 | 1999 | 2006 | 2012 | 2021 |
| Einwohner                  | 1178 | 1256 | 1313 | 1520 | 1637 | 1923 | 2091 | 2354 | 2817 |
| Quellen: Cassini und INSEE |      |      |      |      |      |      |      |      |      |

## Sehenswürdigkeiten
- Kirche Saint-Pierre-ès-Liens aus dem 11. Jahrhundert, 1866 wiedererrichtet, bedeutende Glasmalereien
- Schloss Longue-Plaine aus dem 19. Jahrhundert mit Türmen aus dem 15. und 16. Jahrhundert
- Kalkofen
- Wasserturm

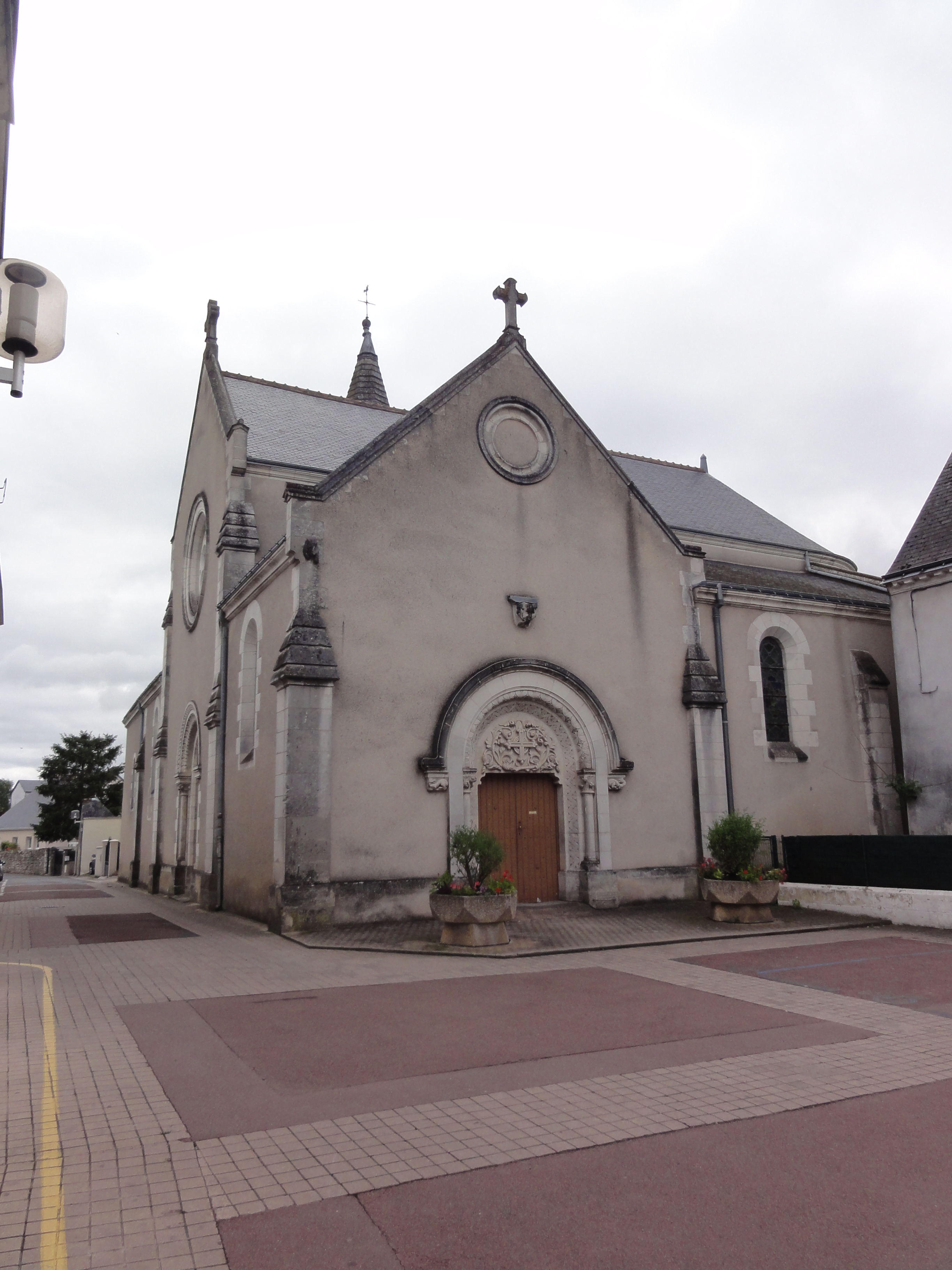
Kirche Saint-Pierre-ès-Liens
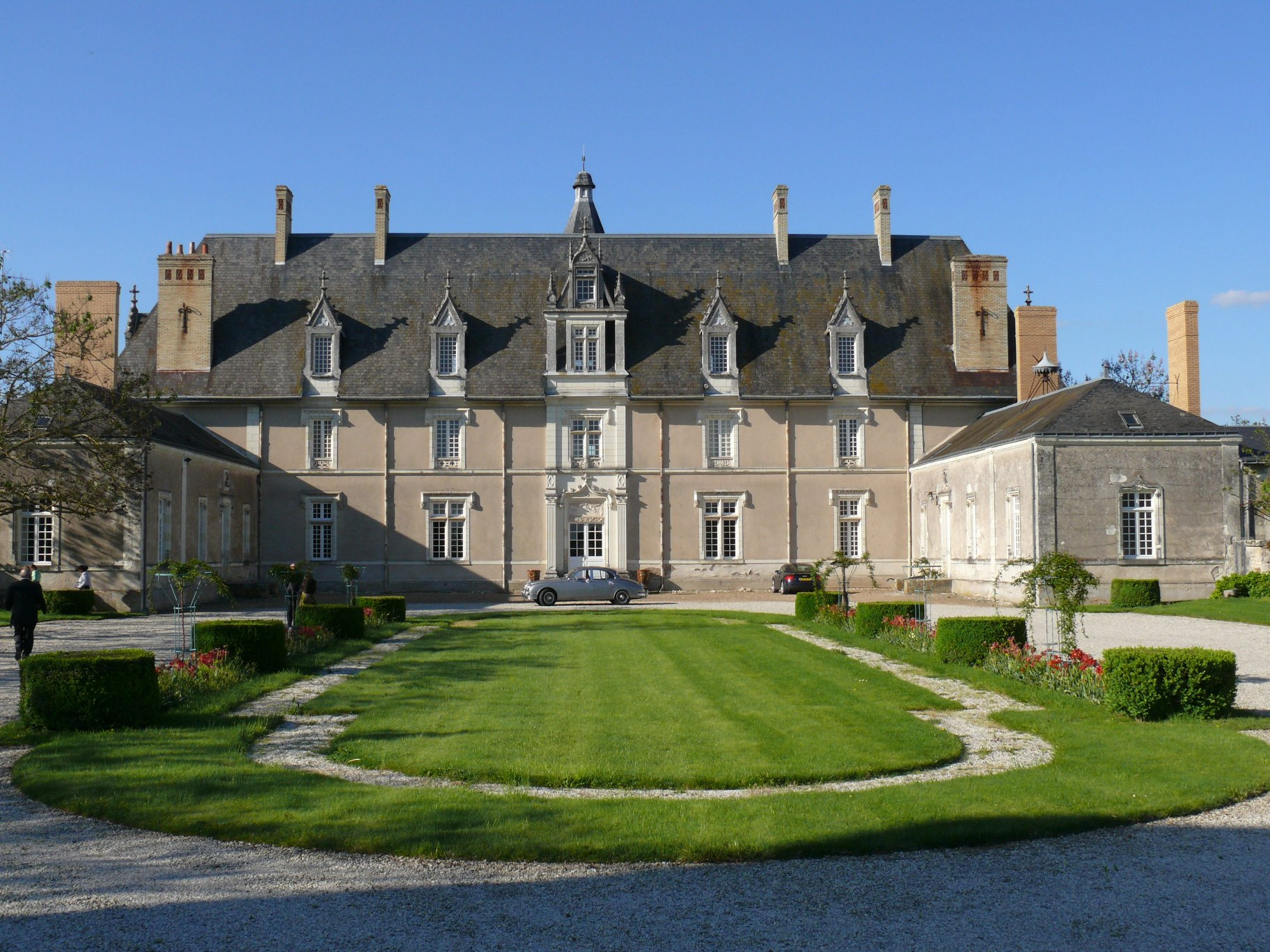
Schloss Longue-Plaine
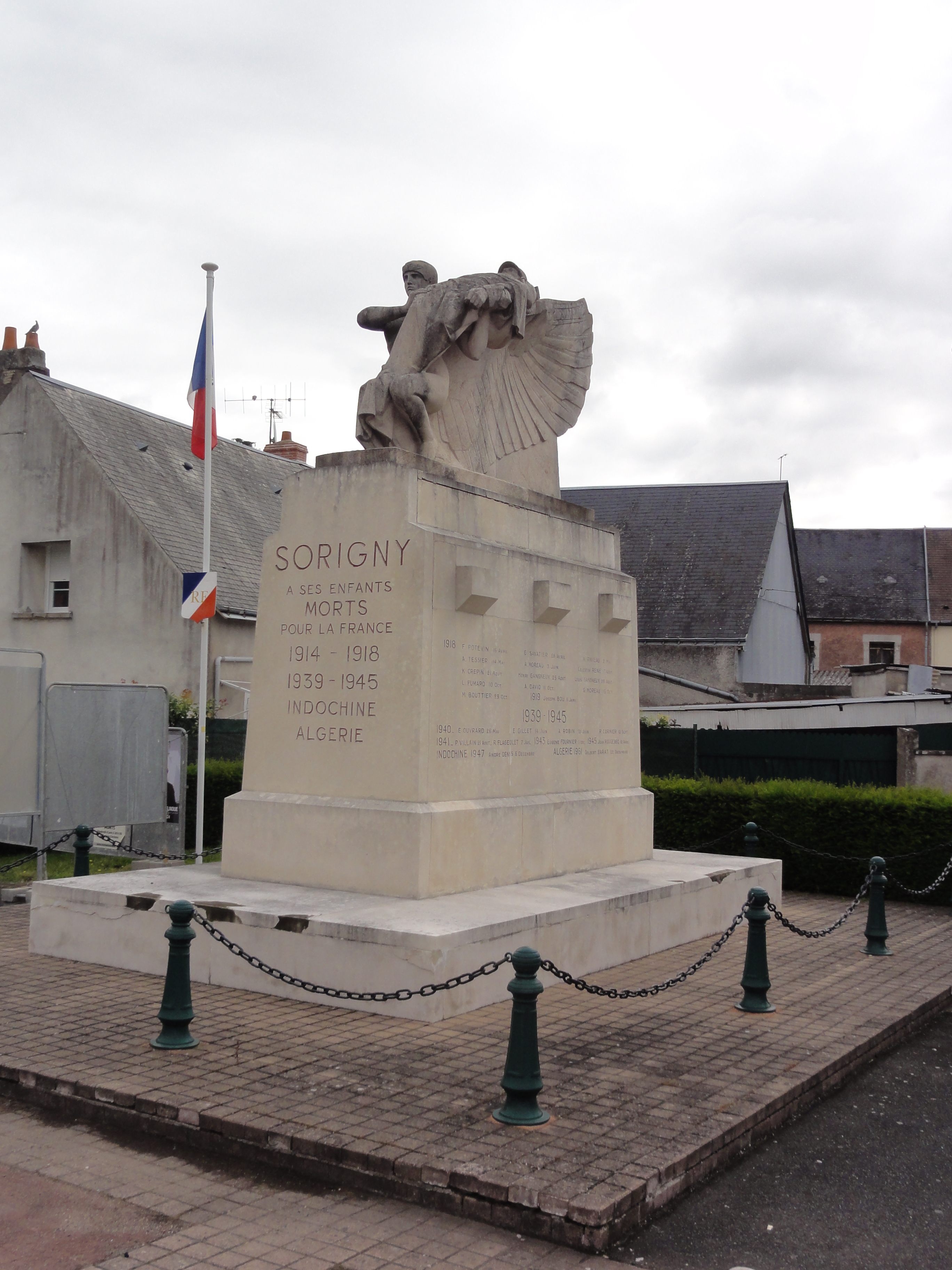
Gefallenendenkmal